# Hausson
Hausson és el nom artístic de l'il·lusionista català Jesús Julve i Salvadó (Barcelona, 1955).
Als nous anys ja es va iniciar en l'art de la prestidigitació. Progressivament s'interessà per la màgia escènica.
La coneixença amb Joan Brossa donà un tomb radical als seus espectacles. El poeta escrigué per a ell la Gran Sessió de Màgia en dues parts estrenada al Teatre Romea de Barcelona l'any 1991, i des d'aleshores la màgia de Hausson derivà cap a la poesia escènica i la performance, sovint en col·laboració amb prestigiosos directors. També ha sovintejat la televisió i el cinema, i durant divuit anys va actuar setmanalment a un restaurant de Barcelona (probablement un rècord mundial).
L'any 1996 Joan Brossa escrigué per a ell l'espectacle Poemància, que ha presentat arreu i a tota mena de públics. Hausson, efectivament, ha exhibit el seu art màgic i poètic a bona part d'Europa i d'Amèrica.

## Premis
Entre els guardons que ha rebut cal esmentar:
- Premi FAD Sebastià Gasch de music-hall
- 1er Premi Nacional de Manipulació
- 1er Premi Internacional de manipulació Monte-Carlo
- As de plata Certamen Mágico de Madrid
- Medalla d'Or al Mèrit Màgic
- Premi Nacional de Cultura

## Espectacles
- Gran sessió de màgia en dues parts (1991) de Joan Brossa
- Personatges (1995) de Haussonn
- Poemància (1996) de Joan Brossa
- 21 mirades: as de cors (1998) de Xavier Olivé i Hausson
- El combat de les sorpreses o El misteri de l'estoig xinès (2000) d'Hermann Bonnín
- El criptograma vermell (2001) d'Hermann Bonnín
- Musica per a una il·lusió univers Chomón (2003) de Jordi Sabatés i Hausson
- Tempesta a les mans (2004) de Jordi Coca
- Style Galant. Polifonia màgica (2006) de Hausson
- Piso de charol (2009) de Hausson
- Près de vous (2010) de Hausson
- Carnaval de Màgia en dues parts de Hausson (2013)
- Magic Tribute de Hausson (2015)
- Jugant amb la Màgia de Hausson (2017)
- Top Magic (2019)